# Lahnajärvi
Lahnajärvi (littéralement « le lac aux brèmes ») est un village situé dans la partie ouest de la ville de Salo, en Finlande-Propre, Finlande. Avant 2009, il faisait partie de la municipalité de Suomusjärvi. La Seututie 110 (Turuntie) entre Helsinki et Turku passe par Lahnajärvi. La distance entre Lahnajärvi et le centre de Salo est d'environ 38 kilomètres. Le village est également situé sur les rives du lac du même nom.
Le village est surtout connu pour Lahnajärven taukopaikka, la première aire de repos finlandaise construite pour les automobilistes, achevée pour les Jeux olympiques d'Helsinki de 1952, le long de la Seututie 110, alors connue sous le nom de Valtatie 1 (E18),,. L'aire a fermé ses portes en 2008, après quoi elle a été ouverte et fermée à plusieurs reprises par de nouveaux entrepreneurs au fil des ans,,. Le dernier propriétaire a ouvert l'aire de repos dans un état rénové à l'été 2020.